# Juan Fernández Vilela
Juan Fernández Vilela, conocido deportivamente como Juan, nació en Ferrol el 16 de septiembre de 1948. Es un exfutbolista gallego, que militó en las filas del Esteiro, Racing de Ferrol, Arsenal de Ferrol, Celta de Vigo y Pontevedra.
Es el séptimo jugador que más partidos oficiales ha jugado con el Real Club Celta de Vigo (noviembre de 2022).
Participó con la Selección Española en el Campeonato de Europa de juveniles celebrado en Turquía en 1966.
En 1968 participó en la Olimpiada de México con la Selección Nacional.